# Karachi United FC
Der Karachi United Football Club (Urdu کراچی یونائیٹڈ فٹ بال کلب) ist ein 1996 gegründeter pakistanischer Fußballverein aus Karachi. Der Verein spielt aktuell in der höchsten Liga des Landes, der Pakistan Premier League.

## Stadion
Der Verein trägt seine Heimspiele im Karachi United Stadium, auch bekannt unter den ehemaligen Namen Rahat Stadium oder DHA Stadium, in Karachi aus. Das Stadion hat ein Fassungsvermögen von 2000 Personen.

## Trainerchronik
Stand: Mai 2022
| Trainer       | Nation   | von       | bis   |
| ------------- | -------- | --------- | ----- |
| Shaikh Hamdan | Pakistan | Juli 2021 | heute |